# Kanákia
Kanákia (Kanakia) är en ort i Grekland.   Den ligger i prefekturen Nomós Piraiós och regionen Attika, i den sydöstra delen av landet, 28 km väster om huvudstaden Aten. Kanákia ligger 1 meter över havet och antalet invånare är 206. Den ligger på ön Salamis.
Terrängen runt Kanákia är kuperad österut, men åt nordväst är den platt. Havet är nära Kanákia västerut.  Närmaste större samhälle är Pireus, 19,9 km öster om Kanákia. 